# Зимянин, Михаил Васильевич
Михаи́л Васи́льевич Зимя́нин (бел. Міхаіл Васілевіч Зімянін; 8 [21] ноября 1914, Витебск — 1 мая 1995, Москва) — советский партийный деятель, секретарь ЦК КПСС (1976—1987). Чрезвычайный и полномочный посол, Герой Социалистического Труда.

## Биография
Родился в семье рабочего, белорус. Трудовой путь начал в 1929 году рабочим паровозоремонтного депо. В 1934—1936 годах — на преподавательской работе в школе, в 1936—1938 годах — в рядах Красной армии.
Член ВКП(б) с 1939 года. В 1939 году окончил Могилёвский педагогический институт. Работал секретарём Могилёвского горкома комсомола, первым секретарём Могилёвского обкома ЛКСМ БССР В 1940 году избран первым секретарём ЦК ЛКСМ Беларуси.
С началом Великой Отечественной войны занимался созданием комсомольского подполья и формированием подпольных комсомольских органов. В качестве члена Северо-Западной оперативной группы ЦК КП(б) Беларуси вёл в республике работу по развёртыванию подпольной и партизанской борьбы.
После войны в 1946 году был вторым секретарём Гомельского обкома партии, в 1946—1947 годах – министром просвещения Белорусской ССР, в 1947—1953 годах – секретарём, вторым секретарём ЦК КПБ.
12 июня 1953 года Президиум ЦК КПСС по докладной записке Л. П. Берия принял постановление «Вопросы Белорусской ССР», согласно которому ЦК КПБ было рекомендовано избрать первым секретарём ЦК КПБ М. В. Зимянина. Однако во время проведения в Минске 25—27 июня 1953 года Пленума ЦК КПБ Берия был арестован, и Президиум ЦК КПСС отменил рекомендацию. Первым секретарём ЦК КПБ был вновь избран Н. С. Патоличев.
В 1956—1958 годах работал чрезвычайным и полномочным послом СССР во Вьетнаме. В 1958—1969 годах заведовал Дальневосточным отделом МИД СССР и был членом коллегии МИД СССР. В 1960—1965 годах работал чрезвычайным и полномочным послом СССР в Чехословакии.
В 1965 году назначен заместителем министра иностранных дел СССР и в том же году переведён на должность главного редактора газеты «Правда», на которой проработал до 1976 года (до него никто так долго её не занимал). С 1966 по 1976 год был также председателем правления Союза журналистов СССР.
5 марта 1976 года на пленуме ЦК КПСС избран секретарём ЦК КПСС, под руководством М. А. Суслова курировал идеологические вопросы (науку, образование, культуру, спорт, СМИ и другие). В Секретариате ЦК КПСС он сменил П. Н. Демичева, назначенного в 1974 году министром культуры СССР. Как отмечает исследователь Н. А. Митрохин, Зимянин в своих политических взглядах с конца 1960‑х стремительно перешёл от относительного партийного либерализма к довольно деятельному русскому национализму.
В. Г. Афанасьев, в 1976—1989 годах главный редактор «Правды» (а в 1968—1974 годах — заместитель и первый заместитель М. В. Зимянина), в своих воспоминаниях называет его «партийным идеологом номер два во времена Брежнева» (после М. А. Суслова), отзываясь о нём так: «Прекрасный, скромный, знающий человек, бессребреник». Вместе с тем «слыл хамом и грубияном. Но он всегда знал, кого можно было безнаказанно облаять».
Находился в неприязненных отношениях с первым секретарём ЦК Компартии Беларуси П. М. Машеровым из-за бескомпромиссной борьбы, которую тот вёл с любыми проявлениями белорусского национализма. В свою очередь, всячески покровительствовал белорусскому писателю Василю Быкову, видя в нём белорусского «самобытчика».
На заседании политбюро ЦК КПСС 29 августа 1985 года, обсуждавшем вопрос о просьбе А. Д. Сахарова разрешить Е. Г. Боннэр выезд за границу, заявил:

Можно не сомневаться, что на Западе Боннэр будет использована против нас. Но отпор её попыткам сослаться на воссоединение с семьёй может быть дан силами наших учёных, которые могли бы выступить с соответствующими заявлениями. Тов. Славский прав — выпускать Сахарова за границу мы не можем. А от Боннэр никакой порядочности ожидать нельзя. Это — зверюга в юбке, ставленница империализма.— 
Член ЦК КПСС (1952 — 1956 и 1966 — 1989), член Центральной ревизионной комиссии КПСС (1956 — 1966). Депутат Совета Национальностей Верховного Совета СССР 2 — 3 и 7 — 11-го созывов от РСФСР.
На пенсии с января 1987 года.
Похоронен в Москве на Троекуровском кладбище (уч. 1).

## Семья
- Жена — Валентина Авраамовна (урожд. Черяк) (12 мая 1924 — 14 ноября 1990)
- Тесть — Авраам (Абрам) Михайлович Черяк (1894 — 1955)[10], полковник НКВД-МГБ
- Тёща — Александра Семёновна Черяк (1898 — 1997)[9], участница борьбы с басмачеством в Средней Азии
- Дочь — Наталья Зимянина (род. 1949), российский музыкальный критик
- Сын — Владимир Михайлович Зимянин (1947 — 2022), советский, российский дипломат, писатель

## Награды
- Герой Социалистического Труда (1974, «за выдающиеся достижения в руководстве партийной печатью и редакцией газеты «Правда» и в связи с 60-летием»)
- пять орденов Ленина (16 сентября 1943; 30 декабря 1948; 9 сентября 1971; 20 ноября 1974; 20 ноября 1984)
- Орден Красного Знамени (15 августа 1944)
- Орден Отечественной войны I степени (23 апреля 1985)
- два ордена Трудового Красного Знамени (28 октября 1948; 20 ноября 1964)
- Орден Дружбы народов (30 сентября 1980)
- Орден Солидарности (Куба) — декабрь 1984[11].
- Медали («За оборону Москвы»[12], «За Победу над Германией в Великой Отечественной войне 1941 — 1945 гг» и др.)

## Отзывы
Литературовед Б. Г. Яковлев отзывался о Зимянине:

Это был неглупый человек, но плохо образованный (что не помешало ему, будучи послом во Вьетнаме, изучить французский язык) и к тому же претендовавший на энциклопедиста партийной выпечки. Упрямый, переспорить его было невозможно даже при его абсолютной неправоте, он, тем не менее, прижился в «Правде». Непослушных (как теперь говорят — «несогласных») изгнал, окружил себя людьми, готовыми исполнить любую его волю. В прошлом один из руководителей партизанского движения в Белоруссии, он признавал только мнения вышестоящего начальства.
Но был способен на поступки и иного, более самостоятельного плана, имея годовой опыт работы секретаря ЦК КП Белоруссии по пропаганде.
❬…❭ Парадоксальная ситуация: Зимянин, оказавшийся не у дел, первым проходящим поездом едет в Москву, где через какое-то время устраивают его в один из отделов МИДа, а потом сначала послом во Вьетнам, затем в Чехословакию.
Здесь-то и произошла его стычка с А. И. Аджубеем, который, зная об ухудшении отношений с КНР и находясь в изрядном подпитии, подошёл к послу КНР в Чехословакии и сказал ему несколько грубых слов.
Услышав это, наш посол в ЧССР М. В. Зимянин тотчас же подошёл к Аджубею и заставил его немедленно извиниться перед китайским послом. Иначе, мол, он будет немедленно выдворен из Праги.
Аджубей извинился, и инцидент был исчерпан; но кто не понимал, что Зимянин в этой ситуации сильно рисковал? Зять Хрущёва мог поступить, возможно, иначе. Но всё обошлось.
❬…❭ Зимянинская смелость была потом оценена: недаром в эпоху Л. И. Брежнева он стал главным редактором «Правды», а затем и секретарём ЦК КПСС.
❬…❭ Дело в том, что Зимянин, не будучи журналистом-профессионалом, не любил Союз журналистов. Уговорить его провести заседание Секретариата, а тем более — пленум Союза было очень трудно. Возможно, в такой реакции была другая причина. Председателем Союза он был по совместительству, так сказать, на общественных началах. А главные его интересы формировались вокруг «Правды», но и там особых лавров он не снискал, хотя был дьявольски трудолюбив.